# Williams FW38
El Williams FW38 es un monoplaza de Fórmula 1 diseñado por Williams para competir en la Temporada 2016 de Fórmula 1. La unidad de potencia, el sistema de transmisión de ocho velocidades y el sistema de recuperación de energía son los que usa Mercedes. El coche es conducido por Valtteri Bottas y Felipe Massa por tercer año consecutivo.

## Presentación
El FW37 se mostró por primera vez el 19 de febrero de 2016 mediante un evento en línea.

## Trofeo DHL Parada Rápida
En la temporada 2016 de Fórmula 1, el equipo Williams ganó el Trofeo DHL Parada Rápida como el equipo que marcó en más ocasiones la parada de boxes más rápida.

## Resultados
(Clave) (negrita indica pole position) (cursiva indica vuelta rápida)
| Año   | Motor                               | Neu. | N.º | Pilotos         | 1   | 2   | 3   | 4   | 5   | 6   | 7   | 8   | 9   | 10  | 11  | 12  | 13  | 14  | 15  | 16  | 17  | 18  | 19  | 20  | 21  | Puntos | Pos. |
| ----- | ----------------------------------- | ---- | --- | --------------- | --- | --- | --- | --- | --- | --- | --- | --- | --- | --- | --- | --- | --- | --- | --- | --- | --- | --- | --- | --- | --- | ------ | ---- |
| 2016* | Mercedes PU106C Hybrid 1.6 V6 Turbo | P    |     |                 | AUS | BHR | CHN | RUS | ESP | MON | CAN | EUR | AUT | GBR | HUN | GER | BEL | ITA | SIN | MYS | JPN | USA | MEX | BRA | ABU | 138    | 5.º  |
| 2016* | Mercedes PU106C Hybrid 1.6 V6 Turbo | P    | 19  | Felipe Massa    | 5   | 9   | 6   | 5   | 8   | 10  | Ret | 10  | Ret | 11  | 18  | Ret | 10  | 9   | 12  | 13  | 9   | 7   | 9   | Ret | 9   | 138    | 5.º  |
| 2016* | Mercedes PU106C Hybrid 1.6 V6 Turbo | P    | 77  | Valtteri Bottas | 8   | 9   | 10  | 5   | 5   | 12  | 3   | 6   | 9   | 14  | 9   | 9   | 8   | 6   | Ret | 5   | 10  | 16  | 8   | 11  | Ret | 138    | 5.º  |